# Valenzana Calcio 2007-2008
Questa voce raccoglie le informazioni riguardanti la Valenzana Calcio nelle competizioni ufficiali della stagione 2007-2008.

## Rosa
| N. |                   | Ruolo | Calciatore             |
| -- | ----------------- | ----- | ---------------------- |
| -  | Italia (bandiera) | A     | Michel Alberti         |
| -  | Italia (bandiera) | C     | Vito Michele Antonelli |
| -  | Italia (bandiera) | D     | Matteo Bartoli         |
| -  | Italia (bandiera) | A     | Riccardo Belluomini    |
| -  | Italia (bandiera) | P     | Cristian Cicioni       |
| -  | Italia (bandiera) | C     | Giacomo Cotolessa      |
| -  | Italia (bandiera) | D     | Alessio Del Tongo      |
| -  | Italia (bandiera) | A     | Salvatore De Rosa      |
| -  | Italia (bandiera) | D     | Alessandro Di Maio     |
| -  | Italia (bandiera) | D     | Matteo Dionisi         |
| -  | Italia (bandiera) | A     | Davide Favaro          |
| -  | Italia (bandiera) | D     | Danilo Fusaro          |
| -  | Italia (bandiera) | D     | Matteo Gallotti        |
| -  | Italia (bandiera) | C     | Federico Gentile       |

| N. |                   | Ruolo | Calciatore            |
| -- | ----------------- | ----- | --------------------- |
| -  | Italia (bandiera) | C     | Andrea Mantelli       |
| -  | Italia (bandiera) | C     | Luca Margherita       |
| -  | Italia (bandiera) | A     | Carmine Marrazzo      |
| -  | Italia (bandiera) | C     | Fabio Mazzeo          |
| -  | Italia (bandiera) | A     | Giuseppe Negro        |
| -  | Italia (bandiera) | D     | Daniel Niccolini      |
| -  | Italia (bandiera) | D     | Raffaele Poziello     |
| -  | Italia (bandiera) | D     | Alessandro Ranellucci |
| -  | Italia (bandiera) | C     | Dario Rocco           |
| -  | Italia (bandiera) | A     | Matteo Siligato       |
| -  | Italia (bandiera) | A     | Francesco Stanco      |
| -  | Italia (bandiera) | C     | Andrea Tummiolo       |
| -  | Italia (bandiera) | P     | Alessandro Vono       |